# 딘리엣
딘리엣(베트남어: Đinh Liệt / 丁列 정렬, ? ~ 1471년)은 대월 후 레 왕조의 장수이다. 람선 봉기 때 레러이 휘하에서 활약한 장수 중 한 명이다.

## 생애
딘리엣은 타인호아 토쑤언현(壽春縣) 사람이다.
1416년, 타인호아의 호족인 레러이가 룽냐이회서(베트남어: Hội thề Lũng Nhai / 隴崖會誓)를 거행하여 딘리엣, 레턴(黎愼), 레반안(黎文安), 레반린(黎文零), 찐카, 쯔엉로이(張雷), 레리에우(黎柳), 부이꾸옥흥(裴國興), 레닌(黎寧), 레히엠(黎獫), 부우이(武威), 응우옌짜이, 레라이, 르우년쭈, 레보(黎涪), 응우옌리(阮理), 쯔엉란(張斕) 등 18명과 함께 동왕공(東王公)에게 제사를 지낸 뒤 람선 봉기를 일으켜 명나라의 통치에 대항하였다. 이후 레러이를 따라 찌린산(至靈山)에 갔다.
1424년, 레러이가 응우옌찍의 건의를 받아들여 짜롱주(茶隆州)를 탈취하였고, 응에안(乂安)을 공격할 준비를 하였다. 명나라의 장수 진지(陳智) 등이 짜롱으로 수륙 병진해 공격하니 레러이는 병사를 이끌고 란강(蘭江) 상류에서 매복하였고, 딘리엣을 파견하여 천 명을 이끌고 샛길을 타 도자현(杜家縣, 현재의 하띤성 흐엉선현 경내)을 점거하도록 하였다. 두 길의 복병이 협격하니 명나라군은 대패하였다.
1427년, 찔랑-쓰엉장 전투에서 딘리엣은 르우년쭈, 레린(黎冷), 레삿, 레투(黎受) 등과 함께 병사 만 명, 전투용 코끼리 5마리를 이끌고 찔랑관(支棱關)에 매복하여 명나라군을 크게 격파하였다.
후 레 왕조가 세워진 뒤 딘리엣은 영록대부(永祿大夫), 금오위대장군(金吾衛大將軍)으로 봉해졌고, 개국의 1등공신의 반열에 들어 상지자(上智字)를 상작(賞爵)받았다. 응우옌짜이, 찐카, 쩐응우옌한, 팜반싸오, 레삿, 레응언 등과 함께 홍비(紅緋)를 입는 특권을 얻었다.
1429년, 정상후(廷上侯)로 봉해졌다.

## 참고 문헌
- 《월남사략》